# Соколово (Маловишерский район)
Соколово — деревня в Маловишерском районе Новгородской области России. Входит в состав  Бургинского сельского поселения.

## История
В 1964 г. Указом Президиума ВС РСФСР деревня Мытарево  переименована в Соколово.
В соответствии с Законом Новгородской области от 11 ноября 2005 года № 559-ОЗ деревня вошла в состав образованного Бургинского сельского поселения.

## География
расположена в северной части Новгородской области, в лесной местности, у реки Хуба.

## Население
| 2010 | 2011 |
| ---- | ---- |
| 5    | ↗6   |

## Инфраструктура
Лесное хозяйство, личное подсобное хозяйство.

## Транспорт
Просёлочные дороги.